# بادکنشتدت (زامتگمایند)
بادکنشتدت (به آلمانی: Samtgemeinde Baddeckenstedt) یک منطقهٔ مسکونی در آلمان است که در Wolfenbüttel واقع شده‌است. بادکنشتدت ۱۱٬۲۸۲ نفر جمعیت دارد.